# 氣仙沼市立醫院站
氣仙沼市立醫院站（日语：／ Kesennuma Shiritsubyōin eki */?）是位於宮城縣氣仙沼市赤岩杉之澤，屬於東日本旅客鐵道（JR東日本）的氣仙沼線BRT巴士站。
氣仙沼線柳津站至氣仙沼站之間的鐵路服務於2020年4月1日廢止。此巴士站是在BRT化以後才設置，因此不屬於鐵路車站，也不會計算在JR東日本車站的數目內。

## 概要
隨著氣仙沼市立醫院遷移。巴士站位於醫院內。只於早上9時至下午4時部分班次途經。

## 歷史
- 2017年（平成29年）11月2日：巴士站啟用[2]。停靠班次中，每日7往返班次[3]。
- 2020年（令和2年）3月14日：設定營業距離。另一方面，途經赤岩港站的專用道開始使用，停靠班次只有每日3往返班次[4]。

## 巴士站構造
本站位於氣仙沼市立醫院內的迴旋路上。兩方向的巴士停靠於同一上落客上。與宮交巴士「氣仙沼市立醫院」巴士站相同位置。

## 使用狀況
根據「JR東日本」，2019年度（令和元年度）1日平均乘車人次為14人。
| 乘車人次變化       | 乘車人次變化     | 乘車人次變化   |
| 年度               | 1日平均 乘車人次 | 參考資料       |
| ------------------ | ---------------- | -------------- |
| 2017年（平成29年） | 15               | [ 利用客数 2 ] |
| 2018年（平成30年） | 14               | [ 利用客数 3 ] |
| 2019年（令和元年） | 14               | [ 利用客数 1 ] |

## 巴士站周邊
- 氣仙沼市立醫院（日语：気仙沼市立病院）
  - 氣仙沼市立醫院付屬看護專門學校
- 國道45號氣仙沼繞道（日语：気仙沼バイパス）
- 氣仙沼警署（日语：気仙沼警察署）
- 宮城縣氣仙沼合同廳舍
  - 氣仙沼縣税事務所
  - 氣仙沼水產試驗場
- 氣仙沼市立條南中學（日语：気仙沼市立条南中学校）

## 相鄰巴士站
東日本旅客鐵道（JR東日本）
■氣仙沼線BRT（經一般道路）
松岩－氣仙沼市立醫院－南氣仙沼

## 注腳

### 使用狀況
1. 1 2  . 東日本旅客鉄道.   [2020-07-19]. （原始内容存档于2021-01-10） （日语）.
2. ↑  . 東日本旅客鉄道.   [2018-08-25]. （原始内容存档于2020-08-11） （日语）.
3. ↑  . 東日本旅客鉄道.   [2019-07-24]. （原始内容存档于2020-05-15） （日语）.

## 外部連結
- 車站資訊（氣仙沼市立醫院）：東日本旅客鐵道（日語）